# 梁五
梁五（？—？），《左传》称之为外嬖梁五，晋献公时大夫，为骊姬谋害太子申生。晋国人称呼梁五和东关嬖五为二五耦。
前666年，晋献公夫人骊姬为了让其子奚齐为储君，贿赂梁五和东关嬖五，让他们说服国君让太子申生和成年的公子重耳、夷吾离开京城。梁五和东关嬖五说戎狄常侵犯晋国，需派公子守卫领土。献公让申生居曲沃（今山西省闻喜县东），重耳居蒲城（今山西隰县西北），夷吾居二屈（今山西吉县）。于是晋献公身边的儿子只剩下奚齐。十年后，申生被逼自杀。重耳、夷吾也逃奔国外。